# Sepia tala
Sepia tala är en bläckfiskart som beskrevs av Khromov, Nikitina och Nesis 1991. Sepia tala ingår i släktet Sepia och familjen Sepiidae. IUCN kategoriserar arten globalt som otillräckligt studerad. Inga underarter finns listade i Catalogue of Life.